# Chikan
För andra betydelser, se Chikan (olika betydelser).

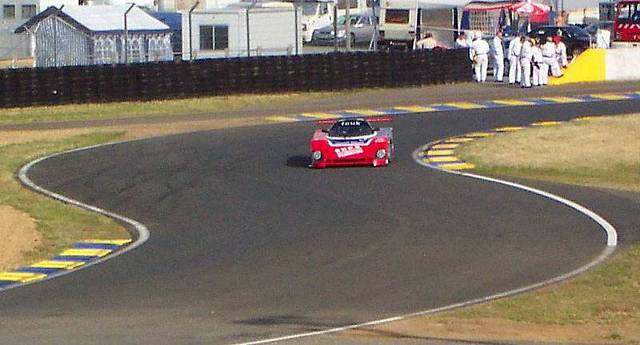
En chikan på Circuit de la Sarthe i Frankrike.

En chikan är två tätt på varandra följande kurvor på en väg, vilken gör att bilarna tvingas hålla en lägre hastighet. Chikaner är vanliga på racerbanor.
På vanliga vägar innebär en chikan att man man byggt upp en anordning som skapar två tätt på varandra följande kurvor som tvingar förarna att sänka hastigheten för att öka säkerheten.